# Social Media Optimization
Bei der Social Media Optimization (SMO) wird zwischen zwei unterschiedlichen Disziplinen unterschieden: Es bezeichnet zum einen die Optimierung von Websites, damit diese leichter in Social-Media-Diensten (z. B. Blogs, soziale Netzwerke, Social Bookmarks) aufgenommen und als Linkhinweise zwischen Nutzern geteilt werden können. Sie schließt die Optimierung der Darstellung von Inhalten in Social Media Feeds (z. B. Facebook, Twitter) und die damit verbundene Steuerung der Reichweite durch die Auswahl von Content-Formaten ein.
Zum anderen bezeichnet der Begriff aber auch eine Teildisziplin im Online-Marketing, die üblicherweise auch als Social Media Marketing bezeichnet wird.

## Fünf Regeln der Social Media Optimization

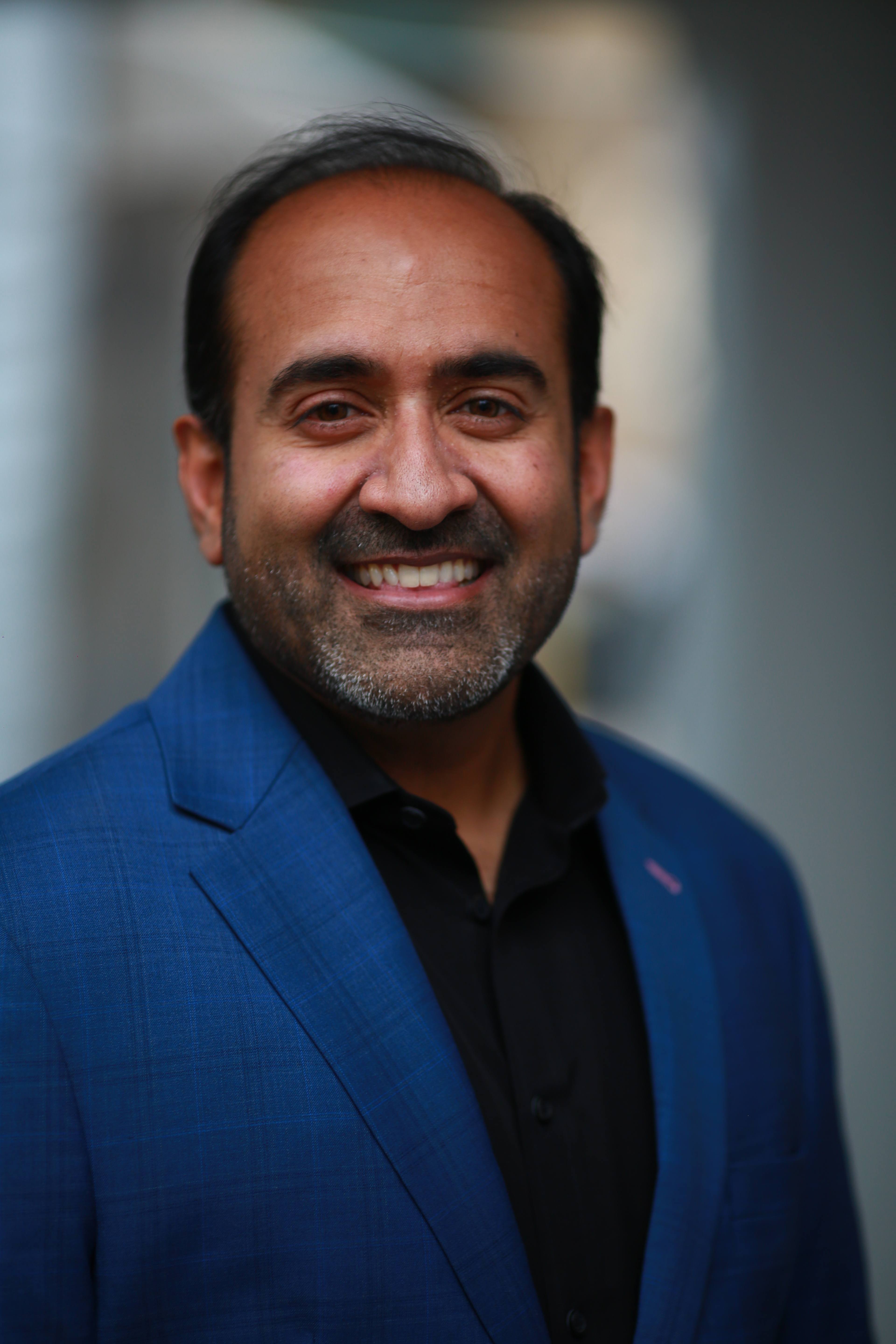
Rohit Bhargava

Der Urgedanke der Social Media Optimization wurde durch Rohit Bhargava geprägt, der 2006 die „5 Regeln der Social Media Optimization“ formulierte. So liegt der Kerngedanke darin, Webseiten so zu gestalten und aufzubereiten, dass diese für den Nutzer besonders einfach mit Social-Media-Diensten interagiert. Dies schließt das Anbieten von Web-Feeds genauso ein wie das Anbieten von Schaltflächen zur leichteren Aufnahme bei Social-Bookmarking-Diensten oder das Bereitstellen von Quellcodes zur leichteren Einbindung der Inhalte in andere Webseiten. Im Jahr 2010 revidierte Rohit Bhargava die Regeln und stellte in „5 neue Regeln der Social Media Optimization“ eine verbesserte Version des Ursprungsartikels zur Verfügung. Die fünf Regeln lauten:
1. Erschaffe begeisternde Inhalte;
2. Erleichtere das Teilen deiner Inhalte;
3. Belohne Nutzer;
4. Teile Inhalte aktiv;
5. Ermutige Mashups.

## Abgrenzung zu verwandten Themen
Suchmaschinenoptimierung (SEO) beinhaltet eine Optimierung für die Begriffssuchen z. B. über Google. Im Gegensatz dazu hat die Social Media Optimization zum Ziel, Inhalte und Internetangebote so zu optimieren, dass Menschen auf sie zugreifen und besser bzw. einfacher benutzen können.
Social-Media-Plattformen wie Instagram, TikTok und X verfügen über immer umfangreichere Suchfunktionen, wodurch das Thema SEO auch für Social-Media-Plattformen an Relevanz gewinnt. Ein Beispiel wie SEO auf Social Media aussehen kann, ist einen aussagekräftigen Benutzernamen zu wählen und relevanten Suchbegriffe in die Profilbeschreibung mit einfließen zu lassen.
Social Media Marketing (SMM) konzentriert sich auf die Außenwirkung, die eine Seite in den Social Media hat. Sie findet also eher außerhalb der Seite statt, während Social Media Optimization auf der eigenen Seite optimiert. Diese Grenze ist aber fließend, da beispielsweise die über RSS angebotenen Inhalte auch auf fremden Seiten verwendet werden.

## Chancen
Social Media Optimization bietet Chancen:
Erstens erleichtert dadurch z. B. eine Marke die Verbindung zu Social Media – und gibt den Benutzern der eigenen Seiten die Möglichkeit, schnell und unaufwändig ihre Meinung über die Marke in andere Medien zu tragen. Wenn der zufriedene Leser eines Artikels mit einem schnellen Klick ein positives Zeichen setzen kann, wird er das womöglich tun.
Zweitens wird eine solche offene Haltung zu den sozialen Medien in der Regel als positiv und fortschrittlich anerkannt.
Die Änderungen an den Rankingkriterien von Googles Suche, die nun Twitter, LinkedIn, Blogs und Facebook verstärkt in die Suche miteinbeziehen, verleiht dem Konzept von Social Media Optimization eine gewisse, mittlerweile auch durch Außenstehende nachvollziehbare Relevanz, insbesondere auch für den Fall, dass junge Nutzergruppen adressiert werden sollen. Mit standardisierten Vorgehensweisen zur Suchmaschinenoptimierung ist es nicht mehr getan; ein Wahrgenommenwerden in Social Media gewinnt für Google Rankings an Bedeutung. Rankings anderer Suchmaschinen können in einem ähnlichen Lichte gesehen werden.
Ein gesonderter Weg ist auf beruflichen, sozialen Netzwerken wie XING oder LinkedIn zu optimieren. Hier wird das eigene, berufliche Profil so angepasst, dass es bei der Personensuche, und somit von den Personalberatern, besser gefunden wird.

## Auslösbare Probleme
Ebenso wie zufriedene Kunden günstige Meinungen in Social Media hinterlassen, können unzufriedene Kunden dank SMO ihre Kritik oder Schmähungen leichter veröffentlichen. Dies kann zu unkalkulierbaren Ergebnissen führen. Gehäuft auftretende und massive negative Feedbacks (etwa Shitstorms) sind prinzipiell möglich und kommen zuweilen in der Praxis vor.
Weiterhin kann die Weitergabe von eigenen Inhalten auf anderen Seiten missbraucht werden, also ohne Angabe von korrekten Quellenangaben und ohne Link zur Quellseite erfolgen. Deshalb sind eine klare Lizenzangabe (z. B. Creative Commons) und eine Kontrolle notwendig.
Eine weitere Problemmöglichkeit besteht darin, dass Inhalte für Nutzer nach einer Weile Spam-ähnlichen Charakter annehmen, wenn das Nutzerinteresse an den Inhalten abnimmt oder wenn zu viele irrelevante Inhalte über Kanäle wie Newsletter versendet werden. Daher ist es naheliegend, Inhalte relevant zu halten.